# 旬報社
旬報社（じゅんぽうしゃ、正式名称:株式会社旬報社）は、東京都新宿区に本社をおく日本の出版社。労働関連以外に、環境、教育、福祉、政治・社会問題、生活実用書、児童書など幅広い分野で書籍・雑誌を刊行している。ISBNは8451。

## 沿革
1949年11月、全日本産業別労働組合会議（産別会議）法規対策部に結集する自由法曹団の労農弁護士・学者・運動家が、産別会議解体の中で、労働者の権利擁護と労働組合運動の発展を願って労働判例の紹介・解説・検討を目的に創刊した雑誌『労働法律旬報』の刊行とともに労働法律旬報社が設立された。
以後、「良心的なジャーナリズムの一員として、出版物をとおして社会の進歩に寄与する」ことを社の基本として出版活動に取り組む。『労働法律旬報』は、日本でもっとも歴史と信頼のある労働法専門誌として現在も刊行を続けている。
1961年、労働法律旬報社から「労働旬報社」に社名を変更し、1963年に株式会社として設立登記。「ROJUN」の略称も用いた。これより労働をはじめ、平和や人権、教育問題に関する単行本の企画にも力を入れ、1969年には『どぶ川学級』、1976年には『沼田稲次郎著作集』（全10巻）、1978年にはテレビ・映画化され社会的に話題となった『教育は死なず』を刊行。1979年には創立30周年記念出版として『労働法事典』と『資料労働法』を刊行する。
1984年、文京区目白台に移転。1986年に法政大学大原社会問題研究所編『社会・労働運動大年表』を刊行。時代のニーズに応えるため保育・福祉分野にも出版領域を拡大し、1987年には『保育幼児教育大系』、創立40周年の1989年には『社会保障・社会福祉事典』を刊行。1991年から戦後労働裁判の集大成として全20巻に及ぶ『労働判例大系』を刊行。
1997年、社名を現在の「旬報社」に改め、生活・健康・福祉など、より生活に密着した分野の企画にも取り組み、1996年に自由法曹団編『くらしの法律相談ハンドブック』、1997年にNHK編『すこやかシルバー介護』シリーズ、1998年に生活実用書「まんぼう」シリーズ、2000年「朝日カルチャー講座」シリーズを刊行する。
社会問題については、創立50周年の1999年に大原社会問題研究所編『日本の労働組合100年』、2005年には同研究所編『日本労働運動資料集成』（全14巻）を、2001年には現代日本社会を分析する雑誌として『ポリティーク』の刊行を開始。環境問題についても1992年刊行の『環境教育事典』をはじめ、2000年『大系環境・公害判例』（全9巻）、2002年には日本初の環境に関する総合的な資料集『環境問題資料集成』（全15巻）を刊行し、2008年には日本科学者会議編・日本環境学会協力による『環境事典』を刊行した。
2009年には創立60周年を迎え、『新版 社会保障・社会福祉判例大系』（全4冊）、『特別支援教育大辞典』を刊行。さらに、旬報社60周年・大原社会問題研究所90周年企画として『社会労働大辞典』を刊行した。
2012年、多摩川の生態系汚染をテーマとした『タマゾン川』が第60回産経児童出版文化賞大賞を受賞する。
2013年、日本ワークルール検定協会と協力し、ワークルール検定初級・中級のテキストならびに問題集の刊行をスタートさせる。
2016年、第13回出版梓会新聞社学芸文化賞を受賞。
2017年5月、東京都文京区目白台から東京都新宿区早稲田鶴巻町に移転。
2019年、創立70周年を迎え、記念企画として『新 世界の社会福祉』（全12巻）を刊行。
2022年、沖縄の本土復帰にあたり『日本復帰50年 増補 資料沖縄問題』を刊行。また、『渡辺治著作集』（全16巻）の刊行がスタートした。

## 大型企画刊行物（労働・福祉・環境・政治分野）
- 『社会保障・社会福祉事典』（事典刊行委員会編、1989年）
- 『環境教育事典』（1992年）
- 『日本の労働組合100年』（法政大学大原社会問題研究所編、1999年）
- 『大系環境・公害判例』（全9巻、2001年）
- 『環境問題資料集成』（全15巻、2003年）
- 『労働判例大系』（全20巻、2004年）
- 『日本労働運動資料集成』（全14巻、法政大学大原社会問題研究所編、2007年）
- 『環境事典』（日本科学者会議編、2008年）
- 『最新 くらしの法律相談ハンドブック』（自由法曹団編、2011年）
- 『社会労働大事典』（法政大学大原社会問題研究所編、2011年）
- 『憲法改正問題資料集』（全2巻）
- 『労働法実務解説』（全12巻）
- 『新世界の社会福祉』（全12巻、2019-2020年）
- 『渡辺治著作集』（全16巻、2022年-）
- 『日本復帰50年 増補 資料沖縄問題』（全1巻、2022年）
- 『佐高信 評伝選』（全7巻、2022年-）

### 定期刊行物
- 『労働法律旬報』（半月刊）
- 『賃金と社会保障』（半月刊）
- 『教育』（月刊）
- 『社会教育』（月刊）
- 『人間と教育』（季刊）
- 『ワークルール検定初級テキスト』
- 『ワークルール検定中級テキスト』
- 『ワークルール検定問題集』
- 『労働六法』（毎年刊）
- 『日本労働年鑑』（毎年刊）
- 『世界の社会福祉年鑑』（毎年刊）